# Herb powiatu strzelińskiego
Herb powiatu strzelińskiego – jeden z symboli powiatu strzelińskiego.

## Wygląd i symbolika
Herb przedstawia na tarczy dwudzielnej w pas z tarczą sercową w tarczy sercowej w polu złotym czarną majuskułę S i takąż strzałę w słup. W polu górnym dwudzielnym w słup od prawej bocznicy tarczy w polu srebrnym połuorzeł czerwony z sierpową połuksiężycową srebrną przepaską poprzez pierś i skrzydło. Od lewej bocznicy tarczy w polu złotym połuorzeł czarny z sierpową przepaską połuksiężycową srebrną poprzez pierś i skrzydło. Pole dolne szachowane trzyrzędowe w pięć cegieł srebrnych i czerwonych.